# Roy McCurdy
Roy McCurdy (født 28. november 1936 i Rochester, New York) er en amerikansk jazztrommeslager.
McCurdy er mest kendt for sit samarbejde med Cannonball Adderleys gruppe fra sidst i 1960'erne til dennes død i 1975. 
Han har også spillet med Nat Adderley, Count Basie, Herbie Hancock, Oscar Peterson, Sonny Rollins og Blood, Sweat and Tears.
McCurdy spiller hardbop-, i gospel- og rythm and blues-stilarterne.